# Pracownie Konserwacji Zabytków

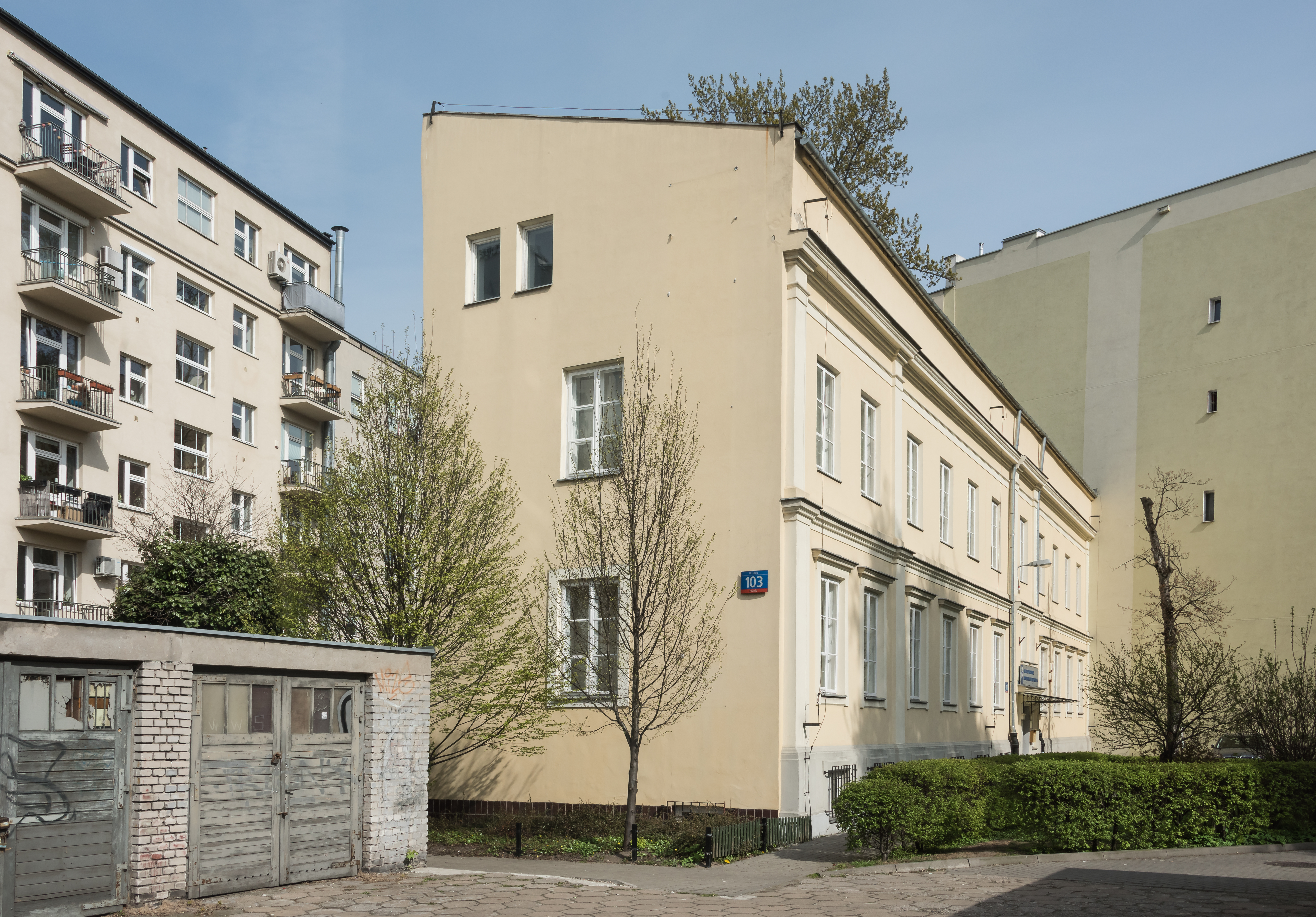
PKZ-Sitz in der Warschauer ul. Solec

Die Polskie Pracownie Konserwacji Zabytków S.A. (deutsch Polnische Werkstätten für Denkmalpflege AG, kurz: PPKZ oder PKZ) ist ein auf Denkmalpflege spezialisiertes Unternehmen mit Sitz in Warschau. Es hat sich auf die komplexe Pflege und Konservierung von Architekturdenkmälern und Kunsthandwerk spezialisiert. Die Aktiengesellschaft PPKZ befindet sich in Liquidation.

## Geschichte
Das polnische Unternehmen wurde 1950 als Staatsbetrieb auf Anregung von Jan Zachwatowicz gegründet. Der Name war in der zweiten Hälfte des 20. Jahrhunderts przedsiębiorstwo państwowe - Polskie Pracownie Konserwacji Zabytków (deutsch Staatsunternehmen Werkstätten für Denkmalpflege, kurz: PP PKZ). Es hatte bis zu 10.000 Mitarbeiter. Seit 1960 sind die Werkstätten auch international aktiv: im europäischen Ausland, aber auch in Ägypten, auf Kuba und in Kambodscha.
2002 wurde die PP PKZ in die Aktiengesellschaft PPKZ umgewandelt. 
Bereits in den 1990er Jahren kam es zu namensähnlichen Ausgründungen wie zum Beispiel die ABZ-Pracownie Konserwacji Zabytkow Sp. z o.o., die in den 2010er Jahren eine Zweigniederlassung in Köln unterhielten. PKZ Posen unterhält eine Niederlassung in Potsdam.